# Pingback
Pingback (ピンバック、ピングバック）はウェブ製作者がハイパーリンクを設置したことを通知するメカニズム。ウェブログソフトウェアの中では、Movable Type、 Serendipity、 WordPress 、 Telligent Communityなどが自動的なPingbackに対応している。ICMPプロトコルを利用するネットワークツール、pingとは関係がない。
Pingbackは実質的にはXML-RPCサイトAからサイトBに送信されるリクエストであり、サイトAの製作者がサイトBへのリンクを含む投稿を行った際に送信される。Pingbackはトラックバックよりスパムに悪用されにくいといわれる。